# 異星搜奇
《異星搜奇》是由美國電子遊戲公司LucasArts所製作，以電影導演史蒂芬·史匹柏的構思為靈感開發；在1995年發行的冒險遊戲。
作品內容描述一群太空人在宇宙中處理掉原先某顆小行星會撞擊到地球的危機事件後；接著一行人意外發生被傳送到未知星球裡的狀況。其中LucasArts母公司盧卡斯影業旗下的光影魔幻工業負責了遊戲裡一些像電影般的場景效果，而曾在電影《魔鬼終結者2：審判日》飾演液態金屬機器人「T-1000」演員羅伯特·派屈克也參與了作品裡遊戲男主角的配音。
以此遊戲後續所改編的小說化書籍，則是由科幻作家艾倫·迪恩·佛斯特來撰寫。

## 方法
《異星搜奇》沿用先前LucasArts專門使用製作冒險遊戲操控介面的引擎「SCUMM」來開發，與之前LucasArts的冒險遊戲相比；《異星搜奇》省略掉原先會佔用到遊戲畫面下方的指定介面，讓玩家只需要使用滑鼠的游標在指定事物上點擊，就可呼叫相關命令項目遊玩。
與多數LucasArts冒險遊戲風格相同，在《異星搜奇》裡即使玩家在遊玩中遇到狀況；也不會有角色死亡的情況發生。
而遊戲裡另包含著一款名為「行星登陸」（Asteroid Lander）；內容類似《月球冒險》的小遊戲可供玩家隨時進入遊玩。

## 劇情
某日；位在婆羅洲的電波望遠鏡站台偵測到宇宙中某顆小行星有朝向地球撞擊之跡象，之後NASA機構為了地球的安危派遣了一名有著豐富經歷的太空人波士頓·洛（Boston Low）、女性冒險家瑪姬·蘿賓斯（Maggie Robbins）、來自德國的地質專家盧德格·布林克（Ludger Brink）等數名成員搭乘太空船前往該小行星上，計劃利用核子武器所造成的衝擊將小行星軌道給偏離地球。
在使用核子武器的計劃成功後，波士頓等人繼續先留在小行星上進行探查。但隨後波士頓他們發現；該行星裡暗藏著由外星文明所打造的通道及密室，而波士頓之後因意外啟動了控制行星的裝置，一行人被傳送到不知名的星球上。
來到陌生星球上的波士頓一行人，之後便想著要如何設法離開回到地球的方法，以及試著解出此事件背後一切的謎團。

## 製作

### 經緯
遊戲最初的靈感來自於導演史蒂芬·史匹柏於1985年至87年拍攝之電視影集作品《驚異傳奇》（Amazing Stories）裡頭的部份內容。起初該內容曾打算翻拍成電影，之後因考量到成本過高暫時擱置。而改成製作成電子遊戲。
隨後史蒂芬·史匹柏將他的想法告訴了LucasArts；即為他多年在電影上合作的夥伴喬治·盧卡斯所創辦的遊戲公司。而史蒂芬·史匹柏之後也親自參與了此遊戲劇本的編寫。
開發此遊戲專案的領導人最初為諾亞·費爾斯登擔任，之後過程更換了四次才讓西恩·克拉克成為最終定案人選。遊戲最後在1995年完成，成為在此之前LucasArts花費最多時間開發的作品。中間也曾經經歷到家用電腦基本儲存配備從軟碟片轉換到光碟片的過渡時期，而把之前成果給全部修改的情況。

### 構思
對於遊戲的內容上西恩·克拉克不希望讓遊戲對白裡洩露太多關於過關的提示，並且設法增加讓一些遊戲配角於某些情況下能自行與玩家做出互動的效果。
負責撰寫遊戲劇本之一人員的布萊恩·莫里亞蒂接下這份開發任務時，他曾打算從頭設計構想；並曾想出一個名叫俊·奧連瑪（Toshi Olema）身份為日本企業家及科學愛好者的角色，並且他最後會遭遇到血腥、駭人的死亡情節。起初史蒂芬·史匹柏雖認為布萊恩·莫里亞蒂的想法不錯，但之後在1993年史蒂芬·史匹柏上映了他所拍攝的電影《侏羅紀公園》時；收到不少家長反應片中血腥暴力段落不適合年齡較輕的孩子，此情況最後連同影響到史蒂芬·史匹柏要求取消俊·奧連瑪這名角色在遊戲出場的機會。
其它在開發期間遭捨棄的想法包含類似生存遊戲風格的設計，該設計內容為要在遊戲裡尋找水份和食物的補給；以讓遊戲角色能維持生命。

### 畫面
初期《異星搜奇》曾有考慮錄製真人拍攝的影片結合在過場動畫裡頭，之後考慮到風格不合而捨棄。
遊戲畫面採用2D與3D圖示的融合，除了有請光影魔幻工業協助製作過場動畫效果外，其他像之前在電影《威探闖通關》裡擔任動畫師的西恩·透納（Sean Turner）負責了此遊戲的動畫指導、在《聖誕夜驚魂》裡負責畫面效果的戈登·巴克（Gordon Baker）也為遊戲中的一些角色製作聲光特效。

### 配樂
對於配樂方面；遊戲總監西恩·克拉克認為是個能否把遊戲氣氛帶出的重要關鍵，隨後討論出應讓配樂有著19世紀德國作曲家理察·華格納的風格。
而為了因應此需求，負責此遊戲配樂的麥可·蘭德將他所創作曲目；使用庫茲威爾音樂系統公司的K2000合成器將多部華格納的短旋樂作品樣本給混合在一起。事後麥可·蘭德對此則認為，當時在《異星搜奇》所創作的音樂有著最貼近個人的風格。

## 發行
《異星搜奇》於1995年11月30日發行，往後則創下賣出超過30萬套的成績，成為了LucasArts最佳熱賣的遊戲作品之一。
多年後在Steam平台上推出的軟體分發版本，則於2009年7月6日發行。

## 反應

### 評價
在遊戲迷題方面；以冒險遊戲為主題的Adventure Gamers網站認為《異星搜奇》與其說是LucasArts的作品；不如更令人會聯想到《迷霧之島》之類風格的冒險遊戲，其中謎題內容方面雖具挑戰性但有偏難情況。網站GameSpot則提出遊戲裡謎題表現一部份雖符合邏輯性、但一部份只是在反覆嘗試找出錯誤、其中還有一些搞得像是要讓玩家覺得自己很愚蠢的內容。網站Allgame另表示作品裡只有一、兩項會真正需要耗盡腦力的謎題，其它多數皆可用耐心思考來解決；遊戲雜誌《Maximum》也認為謎題整體有表現在水準上。而雜誌《PC Magazine》反認為《異星搜奇》的難度比起其它遊戲更會令人感到沮喪。
遊戲畫面上Adventure Gamers認為是較過時的水準，GameSpot也認為角色動畫有著低解析度情況。Allgame則反認為在外星星球場景上令人印象深刻，另PC Magazine表示過場動畫有著電影般的宏觀感受，Maximum也覺得即使畫面解析度不高仍不減給予人宏偉震撼的情況。
關於音效及配音Adventure Gamers認為在音效上是遊戲裡表現最亮眼的部份，而負責擔任遊戲主角波士頓·洛配音的演員羅伯特·派屈克是不錯人選；但在一些情感演出上稍嫌表現不足。Allgame方面評價由羅伯特·派屈克配音出的波士頓·洛表現優異、是個惹人憐愛角色。
整體方面GameSpot批評《異星搜奇》反應出LucasArts從過去所發表的優秀冒險遊戲以來；呈現一直倒退的情況。而Maximum與Allgame仍肯定這是一款值得向冒險迷推薦的作品。Adventure Gamers則提出與其向冒險遊戲迷推薦這款遊戲；不如介紹給科幻小說迷會更合適。

### 列明項目
- 冒險遊戲主題網站Adventure Gamers：史上前百大冒險遊戲第92名（2011年）[5]
- 電腦遊戲評論網站Rock, Paper, Shotgun：史上最佳前25款冒險遊戲第10名（2015年）[26]

## 爭議
在2007年2月6日裡，LucasArts向美國專利及商標局對新聞網站Digg作出了提告，認為「Digg」和《異星搜奇》（The Dig）名稱太過相似。但在庭外和解後於當年9月19日LucasArts放棄了控訴。

## 周邊

### 小說
曾撰寫《星艦迷航記》、《星際大戰》等電影系列改編小說的科幻作家艾倫·迪恩·佛斯特；負責了此遊戲的改編小說版。書籍由出版者周刊發行，後續也推行有聲書版本。
小說版劇情與遊戲內容之間有著一些差異，例如有著以外星人角度所發展的情節，以及解釋一些遊戲中較未說明清楚的細節。
出版者周刊網站上的評論則認為畢竟原作只是款主角到處挖掘探索、解謎題的電子遊戲；加上充斥著刻版俗套的角色及不深奧的世界觀，而受限了小說的架構。

### 原聲帶
《異星搜奇》音樂專輯為LucasArts第一款在市面上發行的遊戲原聲帶，其中音樂CD裡另包含5款LucasArts遊戲的試玩版。
史克威爾艾尼克斯線上音樂網站方面認為此款專輯雖然內容看似簡單卻深澳、能夠令人沉浸和迷戀在其中。